# 安田常雄
安田 常雄（やすだ つねお、1946年3月1日 - 2024年9月12日）は、日本の歴史学者。専攻は日本近現代思想史。神奈川大学特任教授。同大学日本常民文化研究所非文字資料研究センター客員研究員。国立歴史民俗博物館名誉教授。学位は経済学博士（東京大学）。

## 来歴・人物
- 東京都大森区（現・大田区）出身[1]。
- 1970年、東京大学経済学部卒業。
- 1977年、東京大学経済学研究科博士課程満期退学。
- 1982年、経済学博士（東京大学）取得。
- 1978年、西ワシントン大学東アジア研究センター研究員。
- 1986年、電気通信大学教授。
- 2003年より国立歴史民俗博物館教授、同・副館長（研究総主幹）。
- 2012年より神奈川大学特任教授。またこの間、思想の科学研究会会長を長く務めた。
- 2024年9月12日、虚血性心疾患のため東京都の自宅で死去。78歳没[3]。

## 主な著書

### 単著
- 『暮らしの社会思想』（勁草書房、1987年）
- 『出会いの思想史＝渋谷定輔論』（勁草書房、1981年）
- 『日本ファシズムと民衆運動』（れんが書房新社、1979年）

### 編著
- 『歴史研究の最前線〈Vol.3〉新しい近現代史研究へ』（吉川弘文館、2004年）
- 『日本生活史辞典』（木村茂光・白川部達夫・宮瀧交二共編 吉川弘文館、2016年）

### 共著
- 『戦後経験を生きる―近現代日本社会の歴史』（吉川弘文館、2003年、大門正克、天野正子との共著）
- 『近代社会を生きる―近現代日本社会の歴史』（吉川弘文館、2003年、大門正克、天野正子との共著）
- 『思想の科学・芽』（久山社、1996年、天野正子との共著）
- 『展望日本歴史（24）思想史の発想と方法』（東京堂出版、2000年、佐藤能丸との共著）

など。